# 34 Lyncis
34 Lyncis (34 Lyn) es una estrella en la constelación de Lince de magnitud aparente +5,37.
Se encuentra a 180 ± 4 años luz del sistema solar.
34 Lyncis es una estrella amarilla de tipo espectral G8IV con una temperatura efectiva entre 4755 y 4819 K.
Con un diámetro 7 veces más grande que el diámetro solar, no es una verdadera gigante —su tamaño es un 60% menor que el de gigantes de tipo G8 como Vindemiatrix (ε Virginis) o Sadalbari (μ Pegasi)—, siendo considerada una subgigante.
Sus características son muy parecidas a las de λ Andromedae pero se halla a más del doble de distancia de nosotros que esta última.
34 Lyncis brilla con una luminosidad entre 22 y 26 veces la del Sol.
Gira sobre sí misma con una velocidad de rotación proyectada —límite inferior de la misma— de 1,0 km/s.
Exhibe un contenido metálico inferior al solar en un 40%, siendo su índice de metalicidad [Fe/H] = -0,23.
Con una masa de 1,48 masas solares, su edad estimada es de 2800 millones de años.